# Syntrichia andicola
Syntrichia andicola är en bladmossart som beskrevs av Ryszard Ochyra 1992. Syntrichia andicola ingår i släktet skruvmossor, och familjen Pottiaceae. Inga underarter finns listade i Catalogue of Life.